# Jasbir Sandhu
Jasbir Sandhu (né le 21 avril 1966) est un homme politique canadien.

## Biographie
Il est élu à la Chambre des communes du Canada lors de l'élection fédérale du 2 mai 2011. Il représentait la circonscription électorale de Surrey-Nord en tant que membre du NPD. Il est également nommé porte-parole de l'opposition officielle du Canada pour les publics en sécurités. 
Lors des élections générales de 2015, il a été défait par Randeep Sarai du Parti libéral du Canada dans la nouvelle circonscription de Surrey-Centre.